# Incubocnus
Incubocnus is een geslacht van zeekomkommers uit de familie Cucumariidae. De eerste wetenschappelijke naam die in 1972 door Gustave Cherbonnier voor het geslacht werd voorgesteld was Neocnus. Die naam was echter al sinds 1961 in gebruik voor een geslacht van uitgestorven zoogdieren. In oktober 2017 stelden Ahmed S. Thandar en Lazaro W.V. Vinola daarop het nomen novum Incubocnus voor dit geslacht voor.

## Soorten
- Incubocnus bimarsupiis (O'Loughlin & O'Hara, 1992)
- Incubocnus incubans (Cherbonnier, 1972)